# 格萊薩赫河
48°12′18″N 11°41′08″E / 48.204919°N 11.685569°E

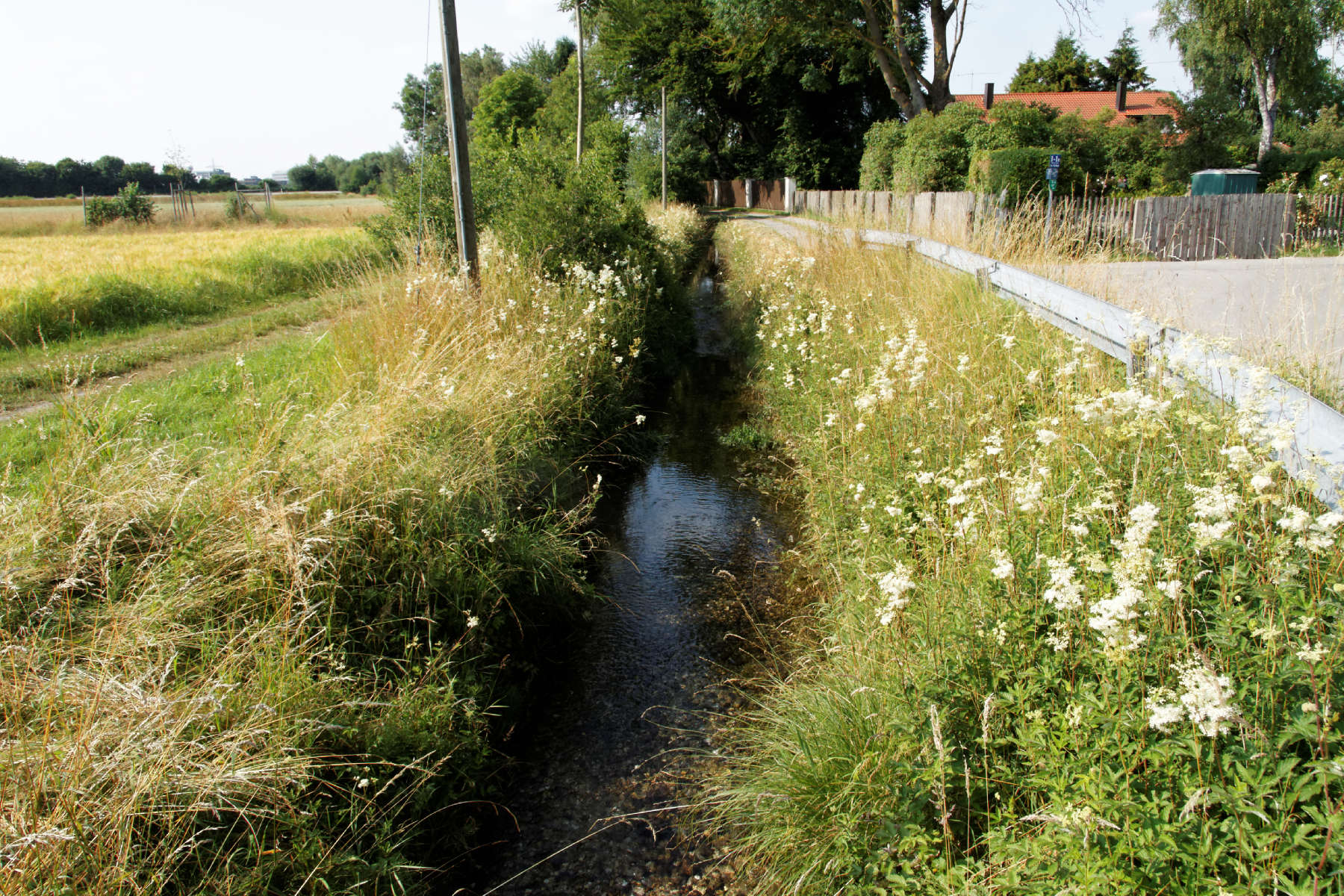

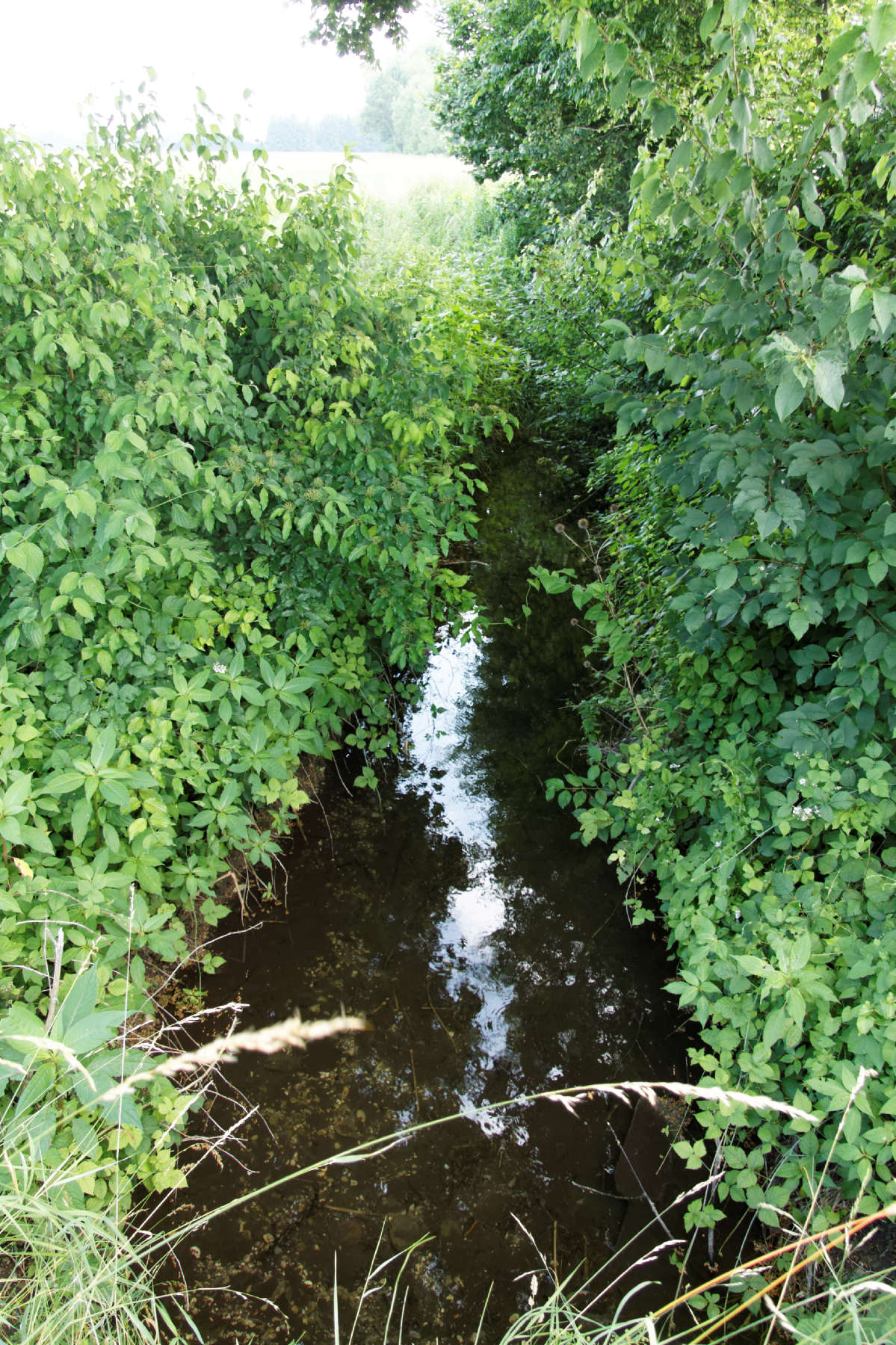

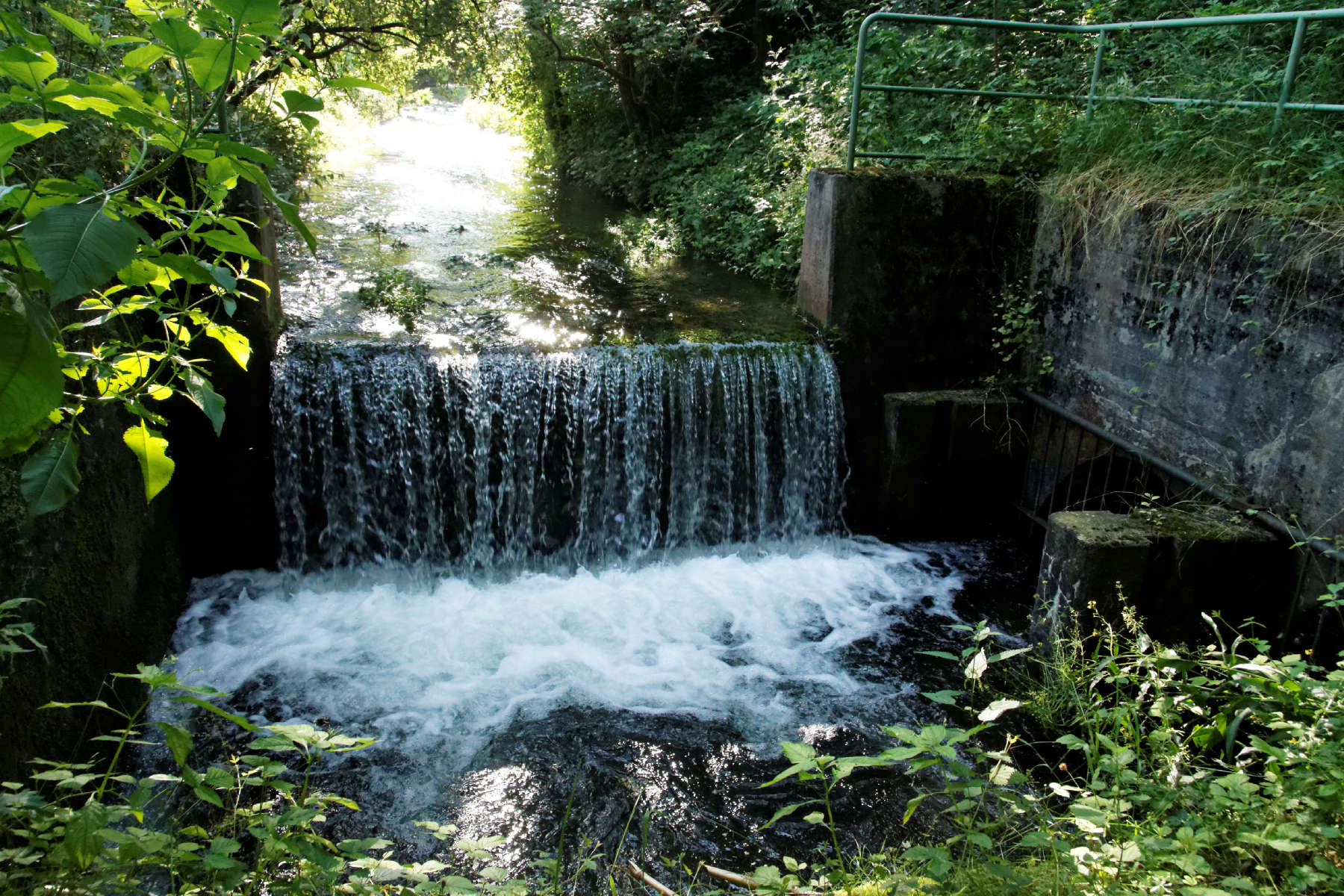

格萊薩赫河（德語：Gleißach），是德國的河流，位於該國東南部，由巴伐利亞負責管轄，屬於塞巴赫河的支流，河道全長5.4公里，河畔城鎮有慕尼黑和下弗靈。